# Walburgahaus (Werl)

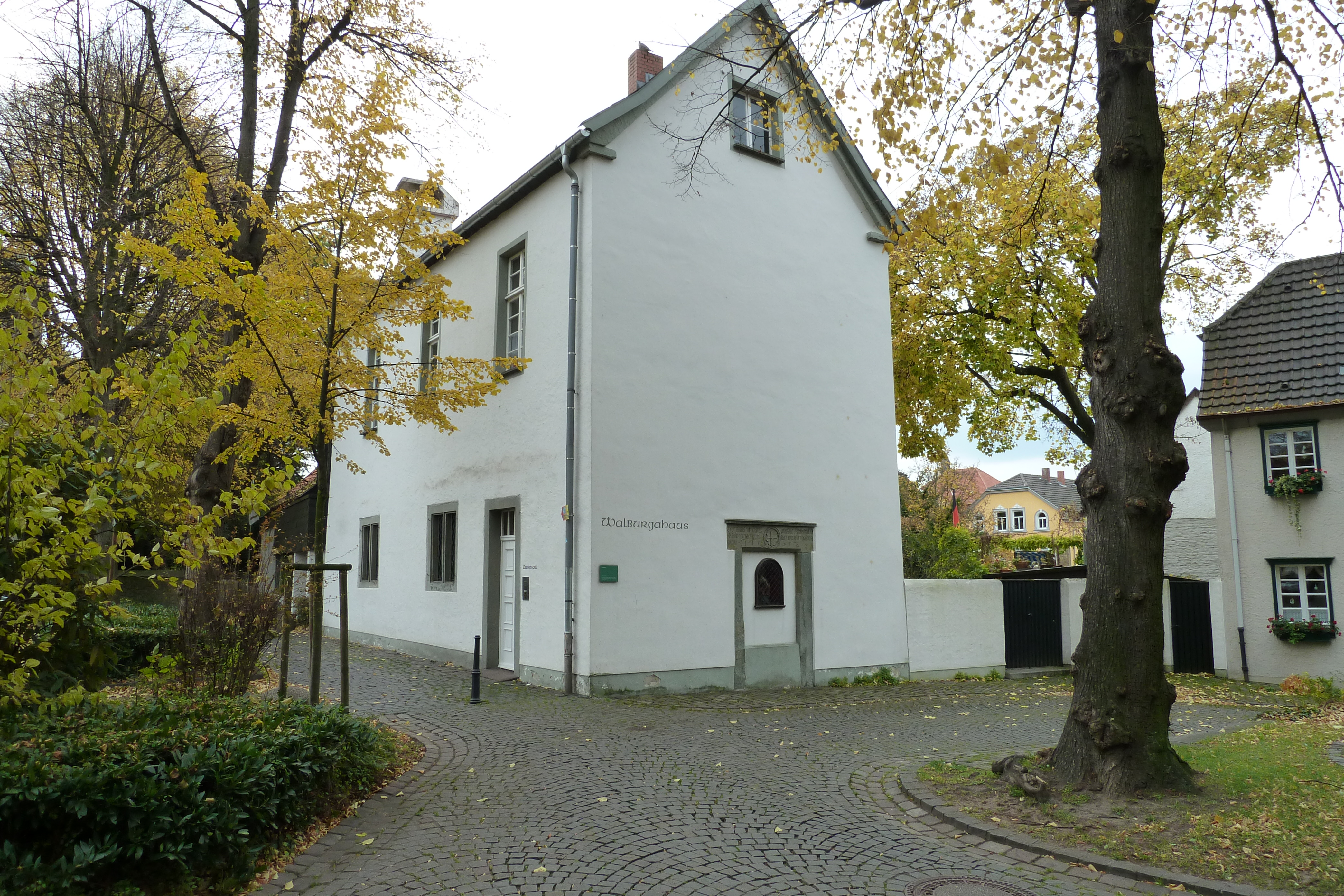
Walburgahaus

Das Walburgahaus ist ein denkmalgeschütztes Profangebäude in Werl, einer Stadt im Kreis Soest (Nordrhein-Westfalen).

## Geschichte und Architektur
Die ehemalige Ratsschule ist ein Putzbau von 1558. Das Gebäude wurde im Inneren mehrfach umgebaut. Es wurde 1982 durchgreifend saniert und nach Süden erweitert. Der Giebel wurde mit einem Firstaufsatz versehen. Die Fenster im Erdgeschoss zum Kirchplatz hin sind Steinpfostenfenster. Das in der Nordwand vermauerte Portal dient derzeit als Figurennische. Am Sturz ist das Stadtwappen angebracht und das Baujahr bezeichnet.